# Tour della nazionale maschile di rugby a 15 della Scozia 1994
Nel 1994 la Scozia si reca in Argentina per un tour nel quale subisce molte sconfitte, in particolare due di misura contro i Pumas.
Erano 25 anni che la selezione scozzese non visitava l'Argentina. L'unico precedente risaliva infatti al 1969, anche se in quella occasione la Scottish Rugby Union non aveva riconosciuto il "cap" ossia la presenza ufficiale ai giocatori.
Con un solo pareggio contro la selezione di Buenos Aires, una vittoria contro quella di Cordoba e 4 sconfitte, compresi due test match, il risultato fu il peggior tour da quando, nel 1960, la nazionale scozzese aveva iniziato a viaggiare per il mondo.
Malgrado buone prove degli avanti, ben allenati dal vice allenatore, Richie Dixon, ed esaltati dall'affrontare squadre che fanno della mischia il loro punto di forza, il punto debole degli scozzesi sono stati i "tre-quarti" e soprattutto i calciatori. Mike Dods, Duncan Hodge, Rowen Sheperd e Graham Shiel, sbagliarono ben 31 dei 49 calci piazzati con una media disastrosa, inferiore al 40% di realizzazione, contro l'84% degli argentini. Gli errori più gravi furono quelli di Dods con 5 errori su 10 e 2 su 3 nei test match, persi di misura.

## La squadra
- Manager : F. Mc Leod
- Coach: D. Morgan
- Assistant Coach : J.R. Dixon
- Estremo

M. Dods (Gala)
- Tre quarti

C. Dalglish (Gala)

I.Jardine (Stirling County)

C.Joiner (Melrose)

K.Logan (Stirling County)

S. Nichol (Selkirk)

R.Sheperd (Edinburgh Academicals)

A. Shiel (Melrose)
- Mediani

D. Hodge (Watsonian)

G.Townsend (Gala)

B.Redpath (Melrose)

D.Patterson (West Hartlepool)
- Avanti

S.Brotherstone (Melrose)

A. Brunell (London Scottish)

S. Campbell (Dundee)

S. Ferguson (Peebles)

C.Hoggs (Melrose)

D.McIvor (Edinburgh Academicals)

H.Mc Kenzie (Stirling Country)

D.Munro (Glasgow High Kelvinside)

A. Reed (Bath) (cap.)

S.Reid (Boroughmuir)

J.Richardson (Edinburgh Academicals)

A. Sharp (Bristol)

I. Smith (Gloucester R.F.C.)

F.Wallace (Glasgow High Kelvinside)

P. Walton (Northampton)

A. Watt(Glasgow High Kelvinside)

## Risultati
| Arbitro: | Santiago Borsani |

|                   |      |                  |
| Grotte, Riovarola | mt   | Dods, Dalglish 2 |
| Forrester         | tr   |                  |
| Forrester 4       | c.p. | Dods 3           |

| Arbitro: | Efraim Sklar |

|                                            |      |            |
| Bertranou, Díaz, Cassone Trasformazioni =x | mt   | Hodge      |
| Cremaschi                                  | tr   |            |
|                                            | c.p. | Shepperd 2 |
| Andía                                      | drop |            |

| Arbitro: | Enrique Cazenave |

|            |      |                                              |
| Dragotto 2 | mt   | Shepperd, Logan Joiner, Nichol, McIvor, Watt |
| Luna 2     | tr   | Shepperd 3                                   |
|            | c.p. | Shepperd                                     |
|            | drop | Hodge.                                       |

| Arbitro: | Wayne Erickson |

| |            | |
| Terán | mt         | |
| Meson | tr         | |
| Mesón 3 | c.p.       | Dods 5 |
| 15.Santiago Meson, 14.Martin Teran Nougues, 13.Diego Cuesta Silva, 12.Marcelo Loffreda (cap), 11.Gustavo Jorge, 10.Guillermo del Castillo, 9.Nicolás Fernández Miranda, 8.Cristian Viel Temperley, 7.Pablo Camerlinckx, 6.Rolando Martín, 5.Pedro Sporleder, 4.German Llanes, 3.Patricio Noriega, 2.Juan Jose Angelillo, 1.Matias Corral | Formazioni | 15.Michael Dods, 14.Craig Joiner, 13.Ian Jardine, 12.Graham Shiel, 11.Kenny Logan, 10.Gregor Townsend, 9.Bryan Redpath, 8.Ian Smith, 7.Carl Hogg, 6.Peter Walton, 5.Andy Reed (cap), 4.Shade Munro, 3.Paul Burnell, 2.Kevin McKenzie, 1.Alan Sharp |

| Arbitro: | Ricardo Bordcoch |

|                        |      |             |
| Crexell, Caffaro Rossi | mt   | Watt, Logan |
| Crexell                | tr   |             |
| Crexell 2              | c.p. | Shepperd 2  |
| del Castillo 3         | drop |             |

| Arbitro: | Wayne Erickson |

| |            | |
| Martín | mt         | Logan |
| Mesón | tr         | |
| Mesón 3 | c.p.       | Shiel 2 |
| del Castillo 3 | drop       | Townsend |
| 15.Santiago Meson, 14.Martin Teran Nougues, 13.Diego Cuesta Silva, 12.Marcelo Loffreda (cap), 11.Gustavo Jorge, 10.Guillermo del Castillo, 9.Nicolás Fernández Miranda, 8.Jose Santamarina, 7.Cristian Viel Temperley, 6.Rolando Martín, 5.Pedro Sporleder, 4.German Llanes, 3.Patricio Noriega, 2.Juan Jose Angelillo, 1.Federico Mendez Azpillaga | Formazioni | 15.Michael Dods, 14.Craig Joiner, 13.Ian Jardine, 12.Graham Shiel, 11.Kenny Logan, 10.Gregor Townsend, 9.Bryan Redpath, 8.Ian Smith, 7.Carl Hogg, 6.Peter Walton, 5.Andy Reed (cap), 4.Shade Munro, 3.Paul Burnell, 2.Kevin McKenzie, 1.Alan Sharp |